# Thalassodraco
Thalassodraco (que quer dizer "dragão do mar") é um gênero extinto de Ichthyosauria oftalmosaurídeo do Jurássico Superior (Tithoniano) da Formação de Argila Kimmeridge da Inglaterra. A espécie-tipo, T. etchesi, foi denominada em 2020, com o epíteto em homenagem ao descobridor do holótipo, Steve Etches.

## Descoberta e nomeação
O holótipo, MJML K1885 e a placa isolada MJML K1886, e o referido espécime, MJML K1174, foram achados pelo encanador que se tornou paleontólogo Steve Etches em 2009 e ele os acrescentou à sua coleção pessoal de fósseis. Ele pôs o fóssil em exposição ao lado do restante de seu acervo quando seu museu, The Etches Collection, foi aberto ao público em 2016.

## Descrição
Thalassodraco foi um Ichthyosauria oftalmosaurídeo de tamanho médio, atingido até 2,25 metros quando completamente desenvolvido. O holótipo (MJML K1885; não incluindo MJML K1886) aparenta estar relativamente inteiro, com os restos conhecidos de MJML K1885 consistindo de um crânio e mandíbula bem conservados (embora parcialmente esmagados em algumas partes), um conjunto completo de costelas e um conjunto de dorsais, a maior parte dos membros anteriores, um isquiopúbico completo e duas divisas. MJML K1886 é uma placa isolada que constitui-se em uma única vértebra e duas costelas dorsais.

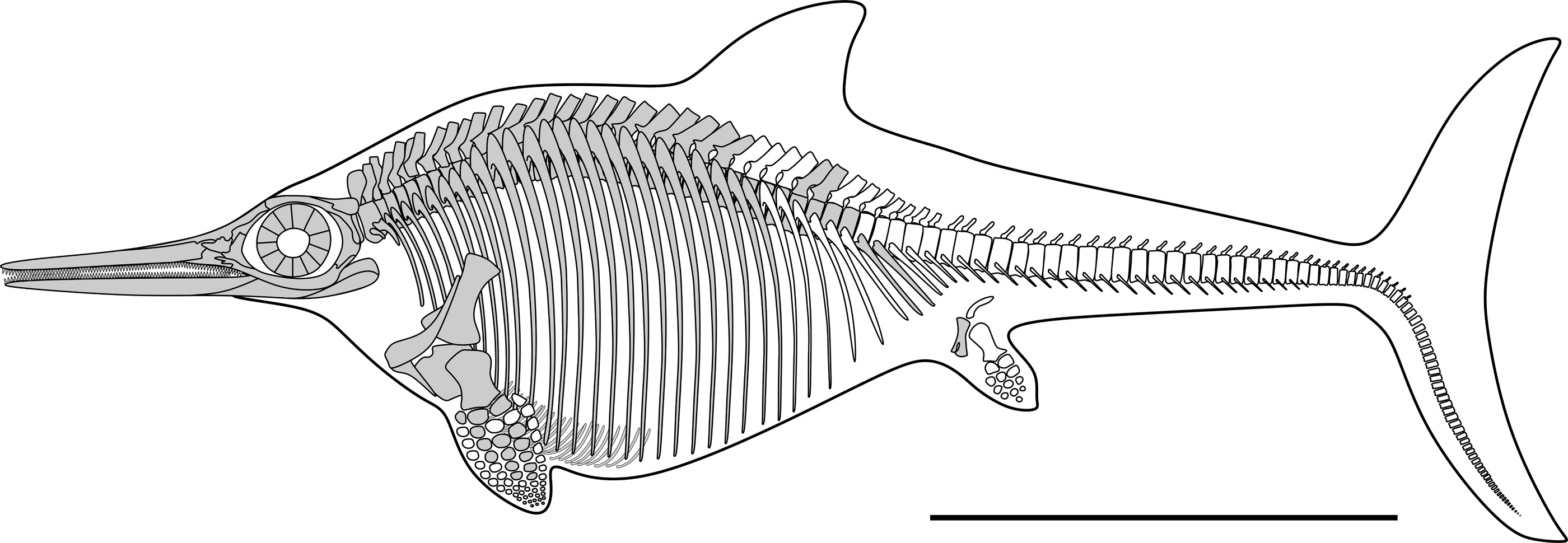
Reconstrução de esqueleto de Thalassodraco. Os ossos representados em cor cinza são aqueles já conhecidos de espécimes fósseis.

### Crânio
O lado esquerdo do crânio está bem preservado, enquanto grande parte do lado direito é obscurecido pelo lado esquerdo. As extremidades distal da maxila e do denário são quebradas, impossibilitando as medições exatas do crânio, embora as estimativas o coloquem em cerca de 52 centímetros quando concluído. Além disso, a órbita foi esmagada durante a preservação. O anel esclerótico é composto por pelo menos 14 placas trapezoidais, com cada uma dessas placas medindo em média cerca de 17,7 milímetros (0,70 em) de comprimento. As extremidades anteriores do pré maxilar foram erodidas, porém as demais porções estão bem preservadas. Uma contagem dentária do pré maxilar revela 28 dentes preservados e a margem mais posterior do pré-maxila entra em contato com a margem anterodorsal do jugal, mas o esmagamento impede determinar a presença de um contato pré-maxilar-lacrimal. A maxila esquerda está mal exposta e vinte dentes foram contados na maxila no total. A nasal esquerda está bem exposta e bem preservada, mas é apenas ligeiramente esmagada perto do foramen internasal. O nasal é sobreposto pelo pré-frontal, com uma sutura mal definida causada pelo esmagamento. O denário esquerdo está bem preservado, enquanto o lado direito é obscurecido pelo lado esquerdo. A contagem dentária da porção dentária é de 35, enquanto cerca de vinte dentes provavelmente estavam presentes na porção faltante, dando uma contagem total de dentes de aproximadamente 73.